# 齊格扎格海崖
85°18′S 163°30′W / 85.300°S 163.500°W
齊格扎格海崖（英語：Zigzag Bluff），是南極洲的海崖，位於阿蒙森海岸的阿塞爾海伯格冰川終點以西8公里，由新西蘭探險隊命名，現時由南極條約體系管理。